# بيتر سيري (لاعب كرة قدم)
بيتر سيري (بالإنجليزية: Peter Serry)‏ هو مدرب كرة قدم ولاعب كرة قدم كيني، ولد في 13 فبراير 1973، وتوفي في 28 يناير 2009. لعب مع نادي توسكر.